# Olimpi
|  | Per a altres significats, vegeu «Olimpi (bisbe de Barcelona)». |

Olimpi - Olympius, Ολύμπιος - va ser un advocat grec, fill del metge Estefanites, nascut probablement a Tral·les a Lídia al segle vi.
Era germà del conegut metge Alexandre de Tral·les, i de l'arquitecte i matemàtic Antemi. Agàcies esmenta que els seus altres dos germans Metròdor i Dioscor van ser eminents en les seves professions, que no s'indiquen.